# Джон Хайро Трельєс
Джон Хайро Трельєс (ісп. John Tréllez, нар. 29 квітня 1968, Турбо) — колумбійський футболіст, що грав на позиції нападника.
Виступав, зокрема, за «Атлетіко Насьйональ», а також національну збірну Колумбії.

## Клубна кар'єра
У дорослому футболі дебютував 1985 року виступами за команду «Атлетіко Насьйональ», в якій провів п'ять сезонів, вигравши з командою в останньому з них Кубок Лібертадорес.
Згодом з 1989 по 1991 рік грав у складі швейцарського «Цюриха», після чого повернувся в «Атлетіко Насьйональ», вигравши чемпіонат Колумбії у 1991 році, а у наступному сезоні з 25 голами став найкращим бомбардиром чемпіонату. Загалом за два періоди у клубі забив 116 голів у 271 іграх чемпіонату.
З 1994 року знову грав за кордоном, виступаючи за аргентинський «Бока Хуніорс», бразильський «Жувентуде», саудівський «Аль-Гіляль», американський «Даллас Берн» та китайський «Чжецзян Грінтаун».
Завершив ігрову кар'єру на батьківщині у команді другого дивізіону «Бахо Каука», за яку виступав протягом 2005—2006 років.

## Виступи за збірні
Протягом 1985—1987 років залучався до складу молодіжної збірної Колумбії, з якою був учасником двох молодіжних чемпіонатів світу, 1985 року в СРСР та 1987 року в Чилі, забивши на кожному з них по два голи.
11 червня 1987 року дебютував в офіційних матчах у складі національної збірної Колумбії в товариській домашній грі проти Еквадору (1:0). У складі збірної був учасником Кубка Америки 1987 року в Аргентині, на якому команда здобула бронзові нагороди, та Кубка Америки 1989 року у Бразилії. Протягом кар'єри у національній команді, яка тривала 8 років, провів у її формі 25 матчів, забивши 3 голи.

## Титули і досягнення

### Командні
- Чемпіон Колумбії (1):
- «Атлетіко Насьйональ»: 1991
- Володар Кубка Лібертадорес (1):

«Атлетіко Насьйональ»: 1989

### Збірні
- Чемпіон Південної Америки (U-20): 1987
- Бронзовий призер Кубка Америки: 1987

### Індивідуальні
- Найкращий бомбардир чемпіонату Колумбії: 1992 (25 голів)

### Особисте життя
Має сина Сантьяго, який теж став професіональним футболістом.